# Metacatharsius dentinum
Metacatharsius dentinum là một loài bọ cánh cứng trong họ Bọ hung (Scarabaeidae).